# Liste der Eisbahnen in Afrika
Dies ist eine Liste der Eisbahnen in Afrika, d. h. der Eisbahnen in Afrika, die öffentlich zugänglich sind.

## Aktuelle Eisbahnen
| Staat     | Ort                 | Name                   | Nutzung                                        | Zuschauer- kapazität |
| --------- | ------------------- | ---------------------- | ---------------------------------------------- | -------------------- |
| Ägypten   | Kairo               | Ice Planet             | öffentliche Eisbahn                            |                      |
| Ägypten   | Kairo               | Cityscape Ice Rink     | öffentliche Eisbahn                            |                      |
| Ägypten   | Kairo               | Genena Skating Rink    | öffentliche Eisbahn                            |                      |
| Ägypten   | Kairo               | Sun City Ice Rink      | öffentliche Eisbahn                            |                      |
| Ägypten   | Scharm asch-Schaich | Soho Ice Rink          | öffentliche Eisbahn                            |                      |
| Algerien  | Sétif               | Park Mall Ice Rink     | öffentliche Eisbahn                            |                      |
| Algerien  | Tizi Ouzou          | Ice Rink Tizi Ouzou    | öffentliche Eisbahn                            |                      |
| Kenia     | Nairobi             | Solar Ice Rink         | Eisschnelllauf, Eishockey, öffentliche Eisbahn | 200                  |
| Marokko   | Rabat               | Mega Mall              | Eiskunstlauf, Eishockey, öffentliche Eisbahn   |                      |
| Südafrika | Amanzimtoti         | Galleria Ice Rink      | öffentliche Eisbahn                            |                      |
| Südafrika | Durban              | Durban Ice Arena       | Eiskunstlauf, Eishockey, öffentliche Eisbahn   | 3000                 |
| Südafrika | Johannesburg        | Northgate Ice Rink     | öffentliche Eisbahn                            |                      |
| Südafrika | Johannesburg        | Wembley Ice Court      | Eiskunstlauf, Eishockey, öffentliche Eisbahn   | 3500                 |
| Südafrika | Kapstadt            | The Ice Station        | Eiskunstlauf, Eishockey, öffentliche Eisbahn   | 2800                 |
| Südafrika | Nelspruit           | Ilanga Ice Rink        | öffentliche Eisbahn                            |                      |
| Südafrika | Port Elizabeth      | Bay West Ice Rink      | öffentliche Eisbahn                            |                      |
| Südafrika | Pretoria            | Festival Mall Ice Rink | öffentliche Eisbahn                            | 300                  |
| Südafrika | Pretoria            | Forest Hill Ice Rink   | öffentliche Eisbahn                            |                      |
| Südafrika | Pretoria            | Grove Ice Rink         | öffentliche Eisbahn                            |                      |
| Tunesien  | Yasmine Hammamet    | The Blue Ice           | öffentliche Eisbahn                            |                      |

Zudem gibt es zahlreiche dauerhaft installierte synthetische Eisbahnen, unter anderem mindestens vier in Algerien sowie in Nigeria.

## Geplante und ehemalige Eisbahnen
| Staat          | Ort          | Name                    | Status                                       |
| -------------- | ------------ | ----------------------- | -------------------------------------------- |
| Elfenbeinküste | Abidjan      |                         | geschlossen                                  |
| Namibia        | Windhoek     |                         | Planungen Mitte der 2000er Jahre eingestellt |
| Südafrika      | Johannesburg | Carlton Centre Sky Rink | geschlossen                                  |
| Südafrika      | Vereeniging  | Edelweiss Ice Rink      | geschlossen                                  |